# Mâchecourt
Mâchecourt település Franciaországban, Aisne megyében. Lakosainak száma 109 fő (2022. január 1.). Mâchecourt Bucy-lès-Pierrepont, Chivres-en-Laonnois, Cuirieux, Goudelancourt-lès-Pierrepont, Liesse-Notre-Dame, Pierrepont és Vesles-et-Caumont községekkel határos.

## Népesség
A település népességének változása:
| Lakosok száma | 159  | 105  | 105  | 136  | 113  | 119  | 122  | 121  | 117  | 109  |
|               | 1968 | 1982 | 1990 | 2006 | 2013 | 2015 | 2017 | 2019 | 2020 | 2022 |